# NGC 2725
NGC 2725 este o galaxie spirală situată în constelația Racul. A fost descoperită în 10 martie 1864 de către Albert Marth.